# SKK Kotwica Kołobrzeg
Le SKK Kotwica Kołobrzeg, est un club polonais de basket-ball issu de la ville de Kołobrzeg.

## Entraîneurs successifs
- Depuis 2006 : Mariusz Karol